# ヴィクトル・マイヤー

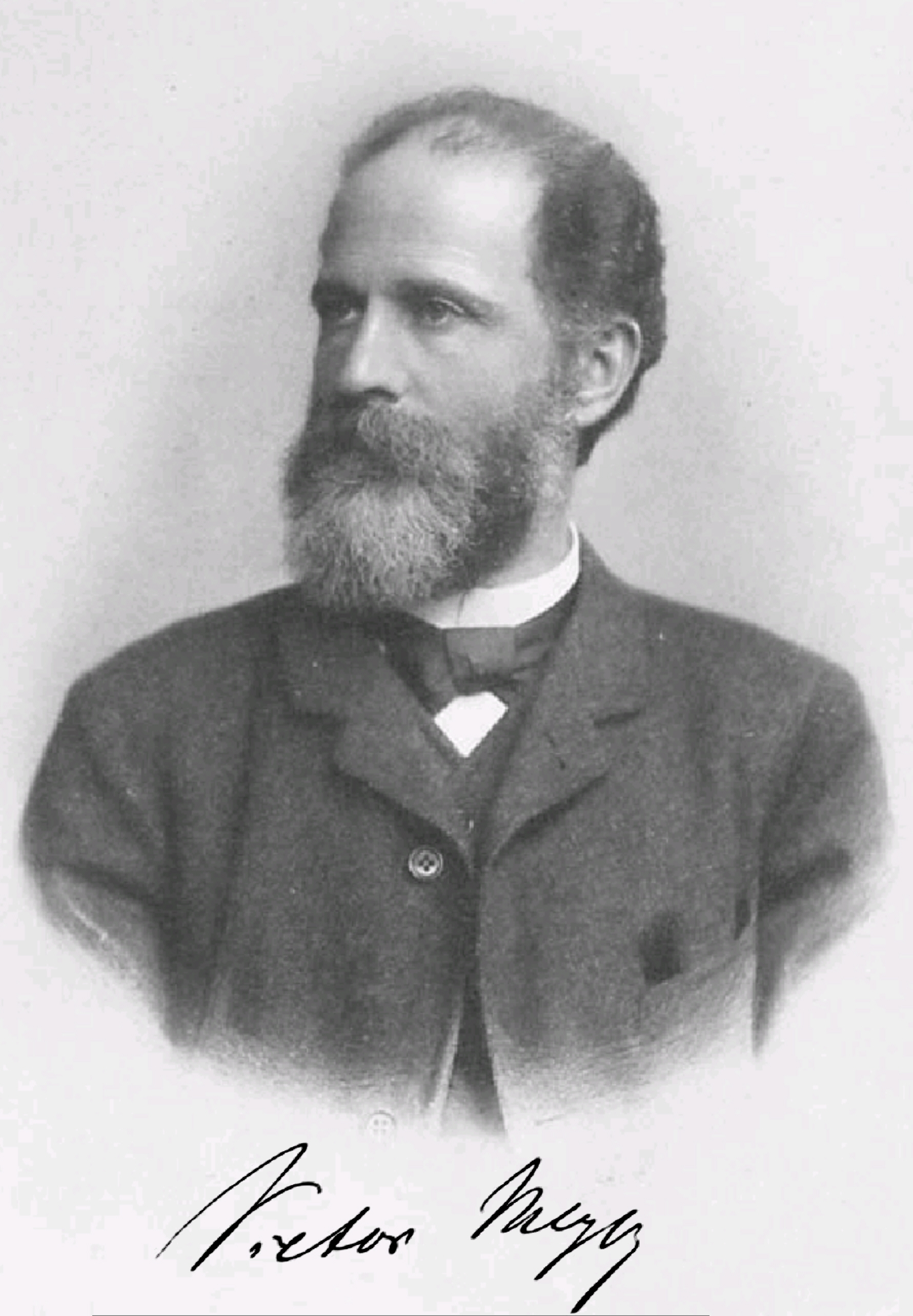
ヴィクトル・マイヤー

ヴィクトル・マイヤー（Viktor Meyer、1848年9月8日-1897年8月8日）は、ドイツの化学者。

## 生涯
ベルリンにユダヤ系の裕福な家庭に生まれる。1865年にベルリン大学に入学、1867年19歳で学位をえる。ロベルト・ブンゼンの助手になる。その後有機化学に転じ、ベルリンでアドルフ・フォン・バイヤーらのもとで研究した。
1871年、23歳でシュトゥットガルト工科大学の有機化学の教授になった。翌年チューリッヒ工科大学に移った。1876年から物理化学の分野にも仕事をひろめ、1878年、ヴィクトル・マイヤー法と呼ばれる気体の分子量を測定する方法を開発した。1886年には2,2'-硫化ジクロロジエチル（マスタードガス）の合成法を発表。
1888年にブンゼンが引退するとハイデルベルク大学の教授職をついだ。19世紀後半のもっとも有力な化学者になった。
1897年、健康を害し、49歳で自殺した。